# Домашній чемпіонат Великої Британії 1899
Домашній чемпіонат Великої Британії 1899 — шістнадцятий розіграш домашнього чемпіонату, футбольного турніру за участю збірних чотирьох країн Великої Британії (Англії, Шотландії, Уельсу і Ірландії).

## Таблиця
| Поз | Команда    | І | В | Н | П | ГЗ | ГП | РГ  | О |  |
| --- | ---------- | - | - | - | - | -- | -- | --- | - |  |
| 1   | Англія (C) | 3 | 3 | 0 | 0 | 19 | 3  | +16 | 6 |  |
| 2   | Шотландія  | 3 | 2 | 0 | 1 | 16 | 3  | +13 | 4 |  |
| 3   | Ірландія   | 3 | 1 | 0 | 2 | 4  | 22 | −18 | 2 |  |
| 4   | Уельс      | 3 | 0 | 0 | 3 | 0  | 11 | −11 | 0 |  |